# Mastigodryas reticulatus
Espèce
Synonymes
- Herpetodryas reticulata Peters, 1863

Mastigodryas reticulatus est une espèce de serpent de la famille des Colubridae.

## Répartition
Cette espèce est endémique d'Équateur.

## Publication originale
- Peters, 1863 : Über einige neue oder weniger bekannte Schlangenarten des zoologischen Museums zu Berlin. Monatsberichte der Königlich Preussischen Akademie der Wissenschaften zu Berlin, vol. 1863, p. 272-289 (texte intégral).